# Socjaldemokratyczna Partia Serbii
Socjaldemokratyczna Partia Serbii (serb. Socijaldemokratska partija Srbije / Социјалдемократска партија Србије, SDPS) – serbska partia polityczna o profilu socjaldemokratycznym.

## Historia
SDPS powstała 18 października 2009 z inicjatywy ministra pracy i polityki społecznej Rasima Ljajicia, który został jej przewodniczącym. Polityk ten od lat 90. kierował reprezentującą Boszniaków Demokratyczną Partią Sandżaku. Ugrupowanie to pozostało odrębnym podmiotem, ściśle jednak współpracującym z socjaldemokracją. SDPS określiła się jako partia centrolewicowa, deklarując poparcie dla integracji Serbii z Unią Europejską. Przed wyborami parlamentarnymi w 2012 partia weszła w skład koalicji wyborczej skupionej wokół Partii Demokratycznej, uzyskując 9 mandatów w Zgromadzeniu Narodowym.
Demokraci przeszli wówczas do opozycji, SDPS jednak wsparła nowy rząd, a jej lider objął stanowisko wicepremiera. W wyborach w 2014 socjaldemokraci startowali w ramach zwycięskiej koalicji z Serbską Partią Postępową. Rasim Ljajić w tym samym roku pozostał członkiem nowo powołanego rządu. W wyborach w 2016 kandydaci SDPS ponownie kandydowali ze zwycięskiej listy wyborczej skupionej wokół postępowców, a ich lider utrzymał stanowisko rządowe w kolejnych gabinetach powoływanych w 2016 i 2017.
W 2020, 2022 i 2023 SDPS kontynuowała współpracę z SNS, wprowadzając swoich przedstawicieli na listy koalicji, uzyskując każdorazowo kilkuosobową reprezentację w parlamencie.
Do powstałego w 2020 nowego rządu partia rekomendowała Tatjanę Matić. Do tworzonych w 2022, 2024 i 2025 kolejnych gabinetów jako przedstawiciel SDPS wchodził jeden z liderów SDP Husein Memić.